# Cynoglossum apenninum
Cynoglossum apenninum es una especie de planta herbácea de la familia Boraginaceae. Es originaria de Europa y Asia; y se distribuye por los Alpes y los Apeninos. Fue descubierta por Linnaeus en 1753.

## Descripción
Cynoglossum apenninum recibe el nombre común de Italienska hundtunga en sueco (en español: «Lengua de perro Italiana» o «Lengua de perro de los Apeninos»).
Es considerada una especie terrestre e invasora por la GISD (La Base de Datos Mundial de Especies Invasoras). Está señalada como una mala hierba y por lo tanto puede crecer en una variedad de entornos, incluidos terrenos rocosos y escarpados.